# Actually...
〈Actually...〉(액츄얼리...)는 일본의 여성 아이돌 그룹 노기자카46의 29번째 싱글이다. 2022년 3월 23일에 N46Div.를 통해 발매되었다. 센터는 나카니시 아루노가 맡았다. 나카니시가 활동을 자숙한 이후에는 사이토 아스카와 야마시타 미즈키를 센터로 하는 형태로 선보였고, 뮤직 비디오도 나카니시 및 사이토, 야마시타를 센터로 하는 2 버전이 제작됐다.